# ستيف غارفي
ستيف غارفي (بالإنجليزية: Steve Garvey)‏ هو لاعب كرة قدم بريطاني، ولد في 22 نوفمبر 1973 في ستاليبريدج ‏ في المملكة المتحدة. لعب مع أشتون يونايتد ونادي بلاكبول ونادي تشيسترفيلد ونادي ستاليبريدج سيلتيك ونادي كرو ألكساندرا.

## وصلات خارجية
- ستيف غارفي على موقع قاعدة بيانات كرة القدم.إي يو (الإنجليزية)
- ستيف غارفي على موقع Soccerbase.com (لاعب) (الإنجليزية)